# Балка Ковильна
«Балка Ковильна» — ботанічний заказник загальнодержавного значення розташований у Біловодському районі, (Луганська область).
88,26 га земель державної власності (запас), які знаходяться поблизу села Новолимарівка.
Залишок відомої Лимарівської цілини з рідкісними угрупованнями справжніх та кальцієфітних степів, рослинністю крейдяних відслоєнь. Зростає близько 20 видів рослин, занесених до Червоної книги України.